# Grand Prix de la ville de Geluwe
Le Grand Prix de la ville de Geluwe (en néerlandais : GP van de stad Geluwe) est une course cycliste belge disputée au mois de juin à Geluwe, dans la province de Flandre-Occidentale.

## Palmarès depuis 1998
| Année | Vainqueur              | Deuxième              | Troisième             |
| ----- | ---------------------- | --------------------- | --------------------- |
| 1998  | Nico Strynckx          | Peter Lernout         | Rik Coppens           |
| 1999  | Jan Verstraeten        | Dennis Heij           | Tony Decock           |
| 2000  | Stefaan Vermeersch     | Sébastien Six         | Wesley De Buysser     |
| 2001  | Johan Verhaegen        | Darius Strole         | Jürgen Deceuninck     |
| 2002  | non disputé            | non disputé           | non disputé           |
| 2003  | Gino De Weirdt         | Pascal Lievens        | Nico Kuypers          |
| 2004  | Christophe Waelkens    | Wesley Balcaen        | Christ Lefever        |
| 2005  | Kristof Vercouillie    | Kevin Desmedt         | Kevin Degezelle       |
| 2006  | Nico Kuypers           | Geoffrey Demeyere     | Bart Kuypers          |
| 2007  | Bert De Backer         | Detlef Moerman (nl)   | Nicky Cocquyt         |
| 2008  | Olivier Migné          | Wouter Demeulemeester | Joeri Clauwaert       |
| 2009  | Maxim Debusschere (nl) | Kevin Maene           | Sven Françoys         |
| 2010  | Arthur Vanoverberghe   | Clinton Avery         | Chris Jory            |
| 2011  | Kess Heytens           | Kevin Degezelle       | Arthur Vanoverberghe  |
| 2012  | Matthias Allegaert     | Kjell Van Driessche   | Kirill Pozdnyakov     |
| 2013  | Tom Devriendt          | Angelo De Clercq      | Romain Pillon         |
| 2014  | Joeri Calleeuw         | Kevin Neirynck        | Steven Caethoven      |
| 2015  | Steven Caethoven       | Benjamin Declercq     | Jan Logier            |
| 2016  | Mitchell Mulhern       | Dylan Sunderland      | Rob Leemans           |
| 2017  | Arne De Groote         | Mathias Ballet        | Julien Mortier        |
| 2018  | Guillaume Seye         | Kévin Avoine          | Fabio Sinoy           |
| 2019  | Jens Vandenbogaerde    | Berre Delesie         | David Geldhof         |
| 2024  | Arne Santy             | Brem Deman            | Milan Lanhove         |
| 2025  | Robbe Claeys           | Alex Vandenbulcke     | Mathias Vanoverberghe |